# Richard von Volkmann
Richard von Volkmann, född 17 augusti 1830 i Leipzig, död 28 november 1889 i Jena, var en tysk kirurg och författare, adlad 1885; son till Alfred Wilhelm Volkmann och far till Hans von Volkmann.
Volkmann blev professor i kirurgi i Halle an der Saale 1867 samt deltog som konsulterande generalläkare i fransk-tyska kriget 1870-71. Han bidrog till att införa och vidareutveckla  antiseptisk sårbehandling i tysk sjukvård. Han berikade den medicinska litteraturen med Beiträge zur Chirurgie (1875) och utgav från 1870 "Sammlung klinischer Vorträge" med biträde av flera. 
Under signaturen Richard Leander utgav han skönlitterära verk som Träumereien an französischen Kaminen (sagor, 1871; 36:e upplagan 1906), Gedichte (1877; tredje upplagan 1885) och Idyllen aus der Burschenzeit (1876). 